# Dan Joffre
Dan Joffre, właśc. David Joffre − kanadyjski aktor.
Wystąpił w filmach Halloween: Resurrection (2002), Noc w muzeum 2 (2009), Straszny film (2000), a także gościnnie w serialach telewizyjnych Tajemnice Smallville, Nie z tego świata, Trup jak ja czy Misja w czasie. Stale grywał w serialach Na tropie zbrodni (2000–2001) jako Emilio Hildalgo oraz Alice, I Think (2006) jako oficer Brady.